# ویتوریو میکولوچی
ویتوریو میکولوچی (انگلیسی: Vittorio Micolucci؛ زادهٔ ۱۴ اوت ۱۹۸۳) بازیکن فوتبال اهل ایتالیا است.
از باشگاه‌هایی که در آن بازی کرده‌است می‌توان به باشگاه فوتبال آسکولی، باشگاه فوتبال اودینزه، باشگاه فوتبال باری، و باشگاه فوتبال دلفینو پسکارا اشاره کرد.